# بيددنهم (بيدفوردشير)
بيددنهم (بالإنجليزية: Biddenham)‏ هي قرية و أبرشية مدنية تقع في المملكة المتحدة في إنجلترا. يقدر عدد سكانها بـ 2,620 نسمة .